# Lichtjahre
Lichtjahre (укр. «світлі роки») — другий концертний альбом швейцарського гурту Lacrimosa. Був записаний впродовж концертного туру Італією, Іспанією, Португалією, Швейцарією, Німеччиною, Бельгією, Польщею, Румунією, Росією, Мексикою, Тайванем, Гонконгом та Китаєм на підтримку останнього на той момент альбому Lichtgestalt. Запис виконувався компаніями аудіозапису Audiosound Lehmann та T-Shark Recordings.

## Список композицій
| 1 диск | 1 диск                        | 1 диск     | 1 диск     |
| #      | Назва                         | Автор      | Тривалість |
| ------ | ----------------------------- | ---------- | ---------- |
| 1.     | «Lacrimosa Theme»             | Тіло Вольф | 2:01       |
| 2.     | «Kelch Der Liebe»             | Тіло Вольф | 6:07       |
| 3.     | «Schakal»                     | Тіло Вольф | 6:19       |
| 4.     | «Ich Bin Der Brennende Komet» | Тіло Вольф | 7:09       |
| 5.     | «Malina»                      | Тіло Вольф | 5:00       |
| 6.     | «Alles Lüge»                  | Тіло Вольф | 5:40       |
| 7.     | «Not Every Pain Hurts»        | Анне Нурмі | 5:13       |
| 8.     | «Letzte Ausfahrt: Leben»      | Тіло Вольф | 5:41       |
| 9.     | «Halt Mich»                   | Тіло Вольф | 4:00       |
| 10.    | «Alleine Zu Zweit»            | Тіло Вольф | 4:12       |
| 11.    | «Durch Nacht Und Flut»        | Тіло Вольф | 4:15       |

| 2 диск | 2 диск                         | 2 диск     | 2 диск     |
| #      | Назва                          | Автор      | Тривалість |
| ------ | ------------------------------ | ---------- | ---------- |
| 1.     | «The Turning Point»            | Анне Нурмі | 5:32       |
| 2.     | «Road To Pain»                 | Тіло Вольф | 4:28       |
| 3.     | «Vermächtnis / Kabinett»       | Тіло Вольф | 6:39       |
| 4.     | «Tränen Der Sehnsucht»         | Тіло Вольф | 8:08       |
| 5.     | «Seele In Not»                 | Тіло Вольф | 6:59       |
| 6.     | «The Party Is Over»            | Тіло Вольф | 6:00       |
| 7.     | «Ich Verlasse Heut' Dein Herz» | Тіло Вольф | 6:33       |
| 8.     | «Stolzes Herz»                 | Тіло Вольф | 6:57       |
| 9.     | «Der Morgen Danach»            | Тіло Вольф | 4:29       |
| 10.    | «Copycat»                      | Тіло Вольф | 4:41       |
| 11.    | «Lichtgestalt»                 | Тіло Вольф | 5:28       |

## Учасники запису[Архівовано15 січня 2015 уWayback Machine.]
- Yenz Leonhardt — бас-гітара;
- Manne Uhlig — ударні;
- Sascha Gerbig — гітара;
- Dirk Wolff — гітара;
- JP Genkel — гітара, зведення;
- Анне Нурмі — синтезатор, вокал;
- Тіло Вольф — вокал, фортепіано.